# Pyramide van Austerlitz
Pyramide van Austerlitz – piramida ziemna znajdująca się niedaleko miejscowości Austerlitz (administracyjnie położona na terenie gminy Woudenberg) w prowincji Utrecht, w Holandii. Została wybudowana w 1804 przez stacjonujących niedaleko francuskich żołnierzy. Jej wysokość wynosi 36 metrów, na jej szczycie znajduje się obelisk z 1894.

## Historia
W lipcu 1804 niedaleko Zeist utworzony został francuski obóz wojskowy z 18 000 żołnierzy pod dowództwem generała Auguste’a Marmonta. Jesienią tego samego roku, aby zająć czymś żołnierzy, generał Marmont, zainspirowany najprawdopodobniej piramidami w Gizie (uczestniczył on w wyprawie Napoleona do Egiptu), postanowił wybudować piramidę na najwyższym z pobliskich wzniesień. Budowa trwała zaledwie 27 dni, dodatkowe 5 dni zajęły jeszcze prace wykończeniowe i stawianie 13-metrowego, drewnianego obelisku na szczycie. Uroczystości w związku z ukończeniem budowy przeprowadzono 21 października 1804. Wojska Marmonta stacjonowały pod Zeist do lipca 1805, po czym wyruszyły na wojnę z III koalicją antyfrancuską, pozostawiając po sobie pomnik w postaci piramidy. Piramidę nazywano początkowo Marmontberg (Góra Marmonta), lecz po dwóch latach nazwę tę zmieniono, by uczcić zwycięstwo Francuzów w bitwie pod Austerlitz (nazwę Austerlitz otrzymała również pobliska wioska powstała w miejscu opuszczonego obozu wojskowego).

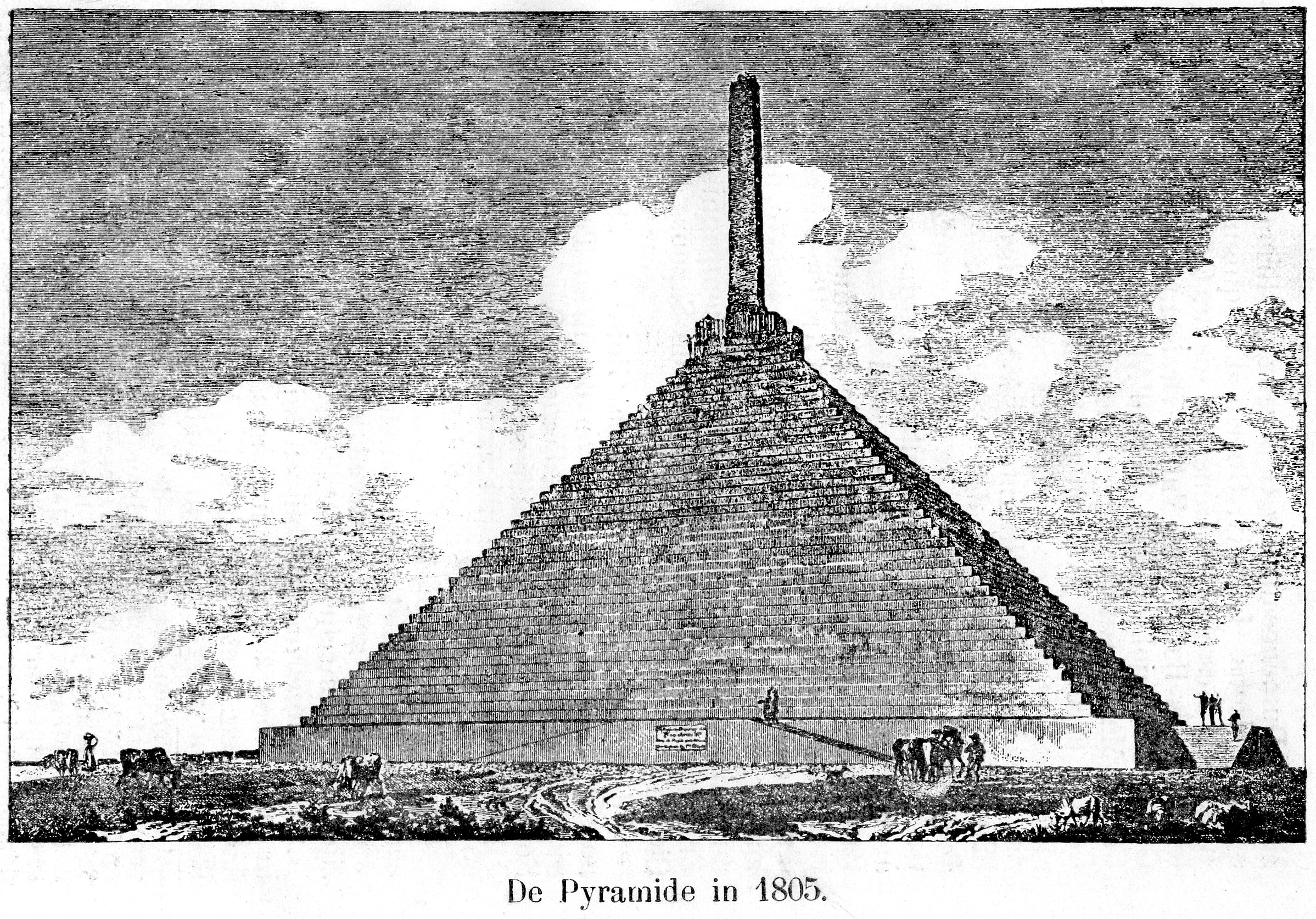
Piramida w 1805

Piramida szybko zaczęła niszczeć, porastając roślinnością i zyskując nieco bardziej stożkowaty kształt. W 1808 konieczne stało się usunięcie drewnianego obelisku. W 1894 postawiono nowy, murowany obelisk znajdujący się na szczycie piramidy do dziś. Piramida stanowi ważną pozostałość po pobycie francuskich wojsk i jest uważana za ikonę tak zwanego okresu francuskiego w Holandii (okres panowania francuskiego trwający w latach 1795–1813). Stanowi zabytek i przez lata była celem wypadów turystycznych i szkolnych wycieczek. Na początku XXI wieku przeprowadzono gruntowną renowację obiektu. W 2008 piramida została ponownie udostępniona zwiedzającym.